# Бутылицкое сельское поселение
Бутылицкое сельское поселение — муниципальное образование в Меленковском районе Владимирской области.
Административный центр — село Бутылицы.

## География
Территория поселения расположена в северо-западной части района.

## История
Бутылицкий сельсовет образован в 1920-х годах в составе Бутылицкой волости Муромского уезда, с 1929 года — в составе Меленковского района. В 1958 году в состав сельсовета вошли населённые пункты упразднённого Зимницкого сельсовета.
Бутылицкое сельское поселение образовано 13 мая 2005 года в соответствии с Законом Владимирской области № 57-ОЗ. В его состав вошли территории бывших Архангельского и Бутылицкого сельсоветов.

## Население
| 2010  | 2011  | 2012  | 2013  | 2014  | 2015  | 2016  | 2017  | 2018  |
| ----- | ----- | ----- | ----- | ----- | ----- | ----- | ----- | ----- |
| 3541  | ↘3516 | ↘3460 | ↘3455 | ↘3390 | ↘3350 | ↘3325 | ↘3269 | ↗3296 |
| 2019  | 2020  | 2021  |       |       |       |       |       |       |
| ↘3251 | ↘3172 | ↗3349 |       |       |       |       |       |       |

## Состав сельского поселения
| №  | Населённый пункт | Тип населённого пункта       | Население |
| -- | ---------------- | ---------------------------- | --------- |
| 1  | Архангел         | село                         | ↘363      |
| 2  | Бабухово         | деревня                      | →0        |
| 3  | Бутылицы         | село, административный центр | ↗1191     |
| 4  | Верхоунжа        | деревня                      | ↘177      |
| 5  | Вичкино          | деревня                      | ↘141      |
| 6  | Горохово         | деревня                      | ↘31       |
| 7  | Добрятино        | деревня                      | ↘14       |
| 8  | Дубровка         | деревня                      | ↘18       |
| 9  | Дурасово         | деревня                      | ↘2        |
| 10 | Зимницы          | деревня                      | ↗8        |
| 11 | Зимницы          | посёлок                      | →0        |
| 12 | Злобино          | деревня                      | ↘544      |
| 13 | Копнино          | деревня                      | ↗113      |
| 14 | Кошкино          | деревня                      | ↗3        |
| 15 | Кузьмино         | деревня                      | ↘57       |
| 16 | Максимово        | деревня                      | ↘307      |
| 17 | Митино           | деревня                      | ↗1        |
| 18 | Муралёво         | деревня                      | ↗3        |
| 19 | Новониколаевское | деревня                      | ↘102      |
| 20 | Скрипино         | деревня                      | ↗197      |
| 21 | Советский        | посёлок                      | ↗77       |